# Јапанска тешка крстарица Тоне
Крстарица Тоне је била први од два брода серије јапанских тешких крстарица класе Тоне. Добила је име по реци Тоне, која протиче кроз регион Канто у Јапану и завршена је 20. новембра 1938. године у Мицубишијевом бродоградилишту у Нагасакију. Тоне је била намењена извиђачким мисијама дугог домета и имала је неколико хидроавиона дугог долета. Она је углавном дејствовала током Другог светског рата сдружено са оперативним ескадрама носача авиона, или као део крстаричких дивизија, заједно са бродом близанцем - крстарицом Чикума.

## Други светски рат

### Рани период Пацифичког рата
Крајем 1941. године, Тоне је укључена у 8. дивизију крстарица заједно са крстарицом Чикума, и учествовала је у нападу на Перл Харбор. Дана, 7. децембра 1941. године, Тоне и Чикума лансирају по један хидроавион Аичи Е13А1 ради финалног извиђања времена изнад острва Оаху. У 06:30 сати, Тоне и Чикума лансирају по један двоседни хидроавион кратког долета Накаџима Е8Н2, који представљају стражу, и патролирају јужно од ударних снага носача авиона. Хидроавион са крстарице Тоне лети до Лахаина, међутим не наилази на присуство америчке флоте. Током каснијег ваздушног напада на Перл Харбор, бојни бродови Аризона, Оклахома и Калифорнија били су потопљени, а Невада, Пенсилванија, Тенеси, Мериленд и Вест Вирџинија, као и други мањи бродови, су тешко оштећени.
Дана, 16. децембра 1941. године, 8. дивизији крстарица је наређено да помогне другом инвазионом нападу на острво Вејк. Тоне лансира два хидроавиона Накаџима Е8Н2 ради против-подморничке одбране. Након освајања острва Вејк, 8. дивизија крстарица се враћа у базу Куре. Од 14. јануара 1942. године, 8. дивизија крстарица базира на атолу Трук - Каролинска острва, и покрива искрцавање јапанских трупа код Рабаула на Новој Британији, као и напад на Лае и Саламуау на Новој Гвинеји. Дана, 24. јануара 1942. године, хидроавиони са крстарице Тоне нападају Адмиралска острва. Након 1. фебруарског ваздушног препада на атол Кваџалејн од вицеадмирала Хелсија са носачем авиона Ентерпрајс, Тоне напушта атол Трук и заједно са ударном ескадром носача авиона креће у безуспешну потеру за америчким снагама. Чикума и Тоне 19. фебруара учествују у препад на луку Дарвин у Аустралији, када је савезницима уништено 15 авиона и потопљено 11 бродова. Тоне лансира један хидроавион који је требало да извести о временским условима пре напада, али радио-апарат на авиону не ради и он се враћа без слања извештаја. Касније, један други хидроавион је имао више успеха, а уједно је успео и да обори један британски патролни хидроавион Каталина.

### Битка у Јаванском мору
Дана, 1. марта 1942. године, крстарица Тоне учествује у уништавању старог амричког разарача Едсол, 250 наутичких миља југоисточно од Божићног острва. Четири дана касније, хидроавиони са крстарица Тоне и Чикума узимају учешће у нападу на Чилачап. Дана, 6. марта 1942. године, Тоне спашава једног британског морнара, који је ношен тамо амо по мору, пошто је његов брод потопљен код Јаве 27. фебруара.

### Препад на Индијски океан
Дана, 5. априла 1942. године, крстарица Тоне је била део већих јапанских ударних снага, са којих је 315 авиона напало Коломбо на Цејлону. Британцима су нанесени велики губици: потопљени су разарачи Тенедос и Хектор и уништена су им 27 авиона, док су на отвореном мору потопљене тешке крстарице Корнуол и Дорситшир. У самој луци је погинуло преко 500 људи. Тоне и остали део ударне ескадре се враћа у Јапан средином априла 1942. године, и одмах се укључене у безуспешном гоњењу ударне ескадре адмирала Хелсија, са које је пуковник Џејмс Дулитл извео ваздушни препад на Јапан.

### Битка за Мидвеј
У одлучујућој бици за Мидвеј, Тоне и 8. дивизија крстарица су биле део ударних снага носача авиона вицеадмирала Нагума. Дана, 4. јуна 1942. године, крстарице Тоне и Чикума лансирају по два извиђачка авиона дугог долета Аичи Е13А1, ради тражења америчких носача авиона на даљино од 300 наутичких миља. Хидроавион са крстарице Тоне открива америчке бродове, мада због унутрашње бирократије њихове командне структуре, тај извештај није одмах пренесен адмиралу Нагуму. Као резултат, он је већ имао спремљене авионе за још један напад на острво Мидвеј, пре него што је добио извештај. То кашњење извештаја ће Јапанци платити губитком своја четири носача авиона. У бици крстарица Тоне је такође нападнута од америчких палубних авиона, мада не трпи никакве штете, изузев губитка једног хидроавиона Накаџима Е8Н2 са посадом. Чикума и Тоне су затим одвојене да помогну Алуетске инвазионе снаге вицеадмирала Хосогаје. Међутим, очекивани амерички контра напад није извршен и појава 8. дивизије крстарица у северним водама је била безначајна.
Контраадмирал Чуичи Хара преузима команду над 8. дивизијом крстарица 14. јула 1942. године. Након америчког искрцавања на Гвадалканал, Чикума и Тоне се враћају на јужни Пацифик 16. августа, заједно са носачима авиона Шокаку, Зуикаку, Зуихо, Џунјо, Хијо и Рјуџо. Тим снагама су прикључени бојни крсташи Хиеи и Киришима, носач хидроавиона Читосе, и тешке крстарице Атаго, Маја, Такао и Нагара.

### Битка код источних Соломона
Дана, 24. августа 1942. године, Кумано, Сузуја и Могами, све из 7. дивизије крстарице, долазе као појачање флоти намењеној нападу на Гвадалканал. Следећег јутра, један патролни хидроавион Каталина открива јапански носач авиона Рјуџо, кога нападају авиони SBD донтлис и  авенџер са носача авиона Ентерпраис, али безуспешно. Седам хидроавиона је било лансирано са крстарица Тоне и Чикума, са задатком да открију америчку флоту. Један од њих, који је узлетео са Чикуме, открива америчку флоту, али бива оборен пре него што је је његов извештај могао бити пренесен. Међутим, други извиђачки хидроавион је имао више среће, и на основу његовог извештаја Јапанци изводе напад против носача авиона Ентерпраис, кога погађају са три бомбе, које су уништиле дрвену полетну палубу и изазвале пожар. У међувремену, Американци откривају јапанску флоту, нападају и потапају носач авиона Рјуџо, авионима са носача авиона Саратога. Тоне је била нападнута од два авиона „TBF авенџер“, чија торпеда промашују крстарицу, и она се безбедно враћа на атол Трук.

### Битка код Санта Круз острва
Током октобра, Чикума и Тоне патролирају северно од Соломонових острва, исчекујући информацију да је поново заузет аеродром „Хендерсеново поље“ од стране Јапанаца. Дана, 19. октобра 1942. године, Тоне и разарач Терузуки су били одређени за једну самосталну мисију тражења америчких бродова. Оба брода дејствују из базе на острву Санта Круз, док један патролни хидроавион Каваниши Х6К са атола Џалуит опажа један носач авиона код Нових Хебрида. Дана, 26. октобра 1942. године, 250 наутичких миља североисточно од Гвадалканала, оперативна ескадра контраадмирала Абеа лансира седан хидроавиона ради извиђања области јужно од Гвадалканала. Чим су открили америчку флоту, Абе шаље у напад торпедне бомбардере Накаџима Б5Н2, који потапају амерички носач авиона Хорнет, а оштећују бојни брод Соут Дакота и крстарицу Сан Хуан. Међутим два од четири лансирана хидроавиона са крстарице Тоне су оборена у том нападу.
Крстарица Тоне помаже у слању јапанског појачања ка Гвадалканалу до средине новембра, а затим је додељена патролирању из базе Трук до средине фебруара 1943. године. Након повратка у базу Маизуру ради поправке, 21. фебруара, на крстарици су монтирана у предњем делу два двоцевна против-авионска топа од 25 mm и радар за ваздушно осматрање Тип-21. Дана, 15. марта 1943. године, контраадмирал Киши Фукуђи преузима команду над 8. дивизијом крстарица, и Тоне добија наређење да се врати у базу Трук. Међутим, 17. маја 1943. године, Чикума и Тоне су добиле задатак да прате бојни брод Мусаши ка Токију, ради организовања државног спровода адмиралу Јамамоту. Тоне се враћа назад у базу на атолу Трук 15. јула, успешно избегавајући многобројне подморничке нападе током пута. Од јула до новембра, Тоне је ангажована у праћењу трупних транспорта ка Рабаулу, и у патролирању код Маршалских острва у безуспешном гоњењу америчке флоте. По повратку у базу Куре 6. новембра, Тоне добија још против-авионских топова од 25 , и њихов број је износио 20 цеви. Дана, 1. јануара 1944. године, 8. дивизија крстарица је расформирана, а Тоне и Чикума су придодате 7. дивизији крстарица (Сузуја и Кумано) под командом контраадмирала Нишимуре. Тоне се враћа 2. јануара у базу Трук. Фебруара крстарица Тоне је укључена у евакуацију јапанских снага из базе Трук ка бази Палау.
Од 1. марта 1944. године, Тоне је прикључена групи за препад на трговачеке путеве по Индијском океану, Дана, 9. марта, крстарица Тоне потапа британски теретни брод Бехар, и узима на својој палуби 108 бродоломаца, супротно наређењу. Од спашених, 32 је искрцано као ратни заробљеници у Батавији. Адмирал Наомасу, који се налазио на крстарици Аоба, наређује да се преостали спашени морају склонити са палубе, и они су бачени у море, претходно им одсекавши главе. (Након рата, адмирал Сакоњу Наомаса је осуђен и погубљен због почињеног ратног криминала, укључујући и убиство ових заробљеника, док је бивши командант крстарице Тоне, капетан Харуо Мајазуми био осуђен на 7 године затвора.) Дана, 20. марта 1944. године, контраадмирал Казураке Шираиши преузима команду над 7. дивизијом крстарица.

### Битка у Филипинском мору
Дана, 13. јуна 1944. године, Адмирал Соему Тојода активира операцију „А-ГО“ ради одбране Маријанских острва. Тоне је била додељена снагама „Ц“ мобилне флоте вицеадмирала Озаве, које су прошле кроз Висајанско море - Филипини, и ушле у Филипинско море, пловећи ка Саипану. Дана, 20. јуна, након што су бојни крсташи Конго и Харуна, и носач авиона Чијода били нападнути од америчких авиона са носача авиона Банкер Хил, Монтереи и Кабот, а највећи део јапанске ваздушне заштите је био уништен у "Великом лову на фазане“, Тоне се враћа са мобилном флотом ка Окинави, а одатле одлази у базу Куре. Док се налазила у бази Куре од 26. јуна до 8. јула 1944. године, Тоне допунски добија још против-авионских топова од 25 , и њихов број је износио 57 цеви. Такође су постављена и два нова радара за површинско осматрање и један за ваздушно осматрање. Након пребацивања армијских трупа на Окинаву, Тоне се враћа у Сингапур, јула месеца.

### Битка у заливу Лејте
Дана, 23. октобра 1944. године, Тоне са крстарицама Кумано, Сузуја и Чикума плови у врсти од Борнеа ка Филипинима са главним ударним снагама Адмирала Курите. У бици у Палаванском пролазу, крстарице Атаго и Маја су потопљене од америчких подморница, док је крстарица Такао оштећена. Дана, 24. октобра 1944. године, 7. дивизија крстарица је била део централних снага адмирала Курите. У бици у Сибујанском мору, централне снаге су 11 пута нападнуте од авиона стационираних на америчким носачима авиона, и током тих напада је потопљен бојни брод Мусаши, а Тоне је погођена бомбом. Следећег дана, током битке код острва Самар, већина јапанских бродова је јако оштећена. Тоне се бори против америчког разарача Хирмен, али је била далеко од америчких ваздушних напада. Крстарица Тоне бежи назад кроз теснац Сан Бернардино са осталим јапанским бродовима без нових оштећења, међутим тешке крстарице Сузуја и Чикума и Чокаи су потопљене.
Дана, 6. новембра 1944. године, Тоне одлази са Борнеа према Манили, а одатле преко базе Мако стиже у базу Куре. Док се налазила у сувом доку у Маизуру, на крстарици се постављају четири нова троцевна против-авионска топа од 25 mm, а неки старији и оштећени су скинути, али је ипак број цеви нарастао на 62. цеви, а постављен је и савременији радар за ваздушно осматрање. Седма дивизија крстарица је расформирана 21. новембра, и Тоне је уврштена у 5. дивизију крстарица, заједно са крстарицом Кумано. По завршеном ремонту 18. фебруара 1945. године, Тоне је пресељена у базу Етађима, где је причвршћена уз један тренажни брод. Крстарица је лакше оштећена 19. марта, приликом америчког ваздушног напада.
Дана, 24. јула 1945. године, америчка оперативна ескадра ТФ-38 изводи један велики ваздушни препад на базу Куре, са циљем да коначно уништи преосталу јапанску царсу морнарицу. Девет авиона са носача Монтереи нападају крстарицу Тоне и погађају је са три бомбе, које су проузроковале њено потапање на плитко дно залива. Труп који је још увек вирио из воде, поново је нападнут ракетама и бомбама 28. јула, од авиона са носача Весп и Тајкондерог. Тоне је званично избрисана из списка морнарице 20. новембра 1945. године, Она је извучена из воде након рата и током 1947. 1948. године је сасечена.

## Листа Капетана
- Капетан Теизо Хара - 20. новембар 1938 — 15. новембар 1939.
- Капетан Шинзо Ониши - 15. новембар 1939 — 15. октобар 1940.
- Капетан Масао Нишида - 15. октобар 1940 — 10. септембар 1941.
- Капетан Тамецугу Окада - 10. септембар 1941 — 14. јул 1942.
- Капатан Јуђи Кобе - 14. јул 1942 — 1. децембар 1943.
- Капетан Харуо Мајузуми - 1. децембар 1943 — 6. јануар 1945.
- Капетан Јусаку Окада - 6. јануар 1945 — 24. јул 1945.